# Music City Track Carnival 2021
Der Music City Track Carnival 2021 war eine Leichtathletik-Veranstaltung die am 6. Juni 2021 im Leichtathletikstadion der Montgomery Bell Academy in Nashville im US-Bundesstaat Tennessee stattfand. Es war Teil der World Athletics Continental Tour zählte zu den Bronze-Meetings, der dritthöchsten Kategorie dieser Leichtathletik-Serie.

## Resultate

### Männer

#### 100 m
| Platz | Athlet                  | Land | Zeit (s) |
| ----- | ----------------------- | ---- | -------- |
| 1     | Andrew Hudson           | USA  | 10,27    |
| 2     | Abdullah Abkar Mohammed | KSA  | 10,32    |
| 3     | Bismark Boateng         | CAN  | 10,35    |
| 4     | Jevaughn Minzie         | JAM  | 10,41    |
| 5     | Davon Demoss            | USA  | 10,52    |
| 6     | Jarrion Lawson          | USA  | 10,53 SB |
| 7     | Emanuel Archibald       | GUY  | 10,59    |
|       | Ruebin Walters          | TTO  | DNS      |

Wind: −0,5 m/s

#### 400 m
| Platz | Athlet              | Land | Zeit (s) |
| ----- | ------------------- | ---- | -------- |
| 1     | Steven Gardiner     | BAH  | 45,06    |
| 2     | Christopher Taylor  | JAM  | 45,67 SB |
| 3     | Quintaveon Poole    | USA  | 45,92    |
| 4     | Brian Faust         | USA  | 46,28 SB |
| 5     | Asa Guevara         | TTO  | 46,64    |
| 6     | Marqueze Washington | USA  | 47,50 SB |

#### 800 m
| Platz | Athlet                     | Land | Zeit (min) |
| ----- | -------------------------- | ---- | ---------- |
| 1     | Vincent Crisp              | USA  | 1:47,80    |
| 2     | Takieddine Hedeilli        | ALG  | 1:47,92    |
| 3     | Quamel Prince              | GUY  | 1:48,09    |
| 4     | C.J. Jones                 | USA  | 1:48,12    |
| 5     | Vincent Ciattei            | USA  | 1:48,25    |
| 6     | Christopher Conrad         | USA  | 1:48,45    |
| 7     | Mohand Khelaf              | CAN  | 1:48,57    |
| 8     | Robert Downs               | USA  | 1:49,11    |
| 9     | Josh Hoey                  | USA  | 1:51,58    |
|       | Demontae Jones (Pacemaker) | USA  | DNF        |

#### 1500 m
| Platz                  | Athlet                      | Land | Zeit (min) |
| ---------------------- | --------------------------- | ---- | ---------- |
| 1                      | Clayton Murphy              | USA  | 3:38,07 SB |
| 2                      | Brett Meyer                 | USA  | 3:38,10 PB |
| 3                      | Nick Willis                 | NZL  | 3:38,43 SB |
| 4                      | Peter Callahan              | BEL  | 3:38,46    |
| 5                      | Jack Anstey                 | AUS  | 3:40,34    |
| 6                      | Jonah Koech                 | USA  | 3:40,40 PB |
| 7                      | Kevin Robertson             | CAN  | 3:40,48    |
| 8                      | Rob Napolitano              | PUR  | 3:40,69    |
| 9                      | William Paulson             | CAN  | 3:41,31    |
| 10                     | Garrett O’Toole             | USA  | 3:45,76    |
| 11                     | Graham Crawford             | USA  | 3:46,15    |
| 12                     | Kasey Knevelbaard           | USA  | 3:58,94    |
|                        | Vincent Ciattei (Pacemaker) | USA  | DNF        |
| Willy Fink (Pacemaker) | USA                         | DNF  |            |

#### 400 m Hürden
| Platz | Athlet          | Land | Zeit (s) |
| ----- | --------------- | ---- | -------- |
| 1     | Trevor Bassitt  | USA  | 48,80 PB |
| 2     | Kenny Selmon    | USA  | 48,96    |
| 3     | CJ Allen        | USA  | 48,97 PB |
| 4     | Rilwan Alowonle | NGR  | 50,85    |
| 5     | Samuel Hartman  | USA  | 50,92    |
| 6     | Jordin Andrade  | CPV  | 51,63    |
| 7     | Mario Paul      | USA  | 53,36    |
|       | William Wynne   | USA  | DNF      |

Wind: +0,3 m/s

#### Stabhochsprung
| Platz           | Athletin      | Land | Höhe (m) |
| --------------- | ------------- | ---- | -------- |
| 1               | Sam Kendricks | USA  | 5,71     |
| 2               | Matt Ludwig   | USA  | 5,71 SB  |
| 3               | Carson Waters | USA  | 5,51     |
| 4               | Tray Oates    | USA  | 5,41     |
| 5               | Luke Winder   | USA  | 5,26     |
|                 | Austin Miller | USA  | NMH      |
| Michael Cyphers | USA           | NMH  |          |

### Frauen

#### 100 m
| Platz | Athlet          | Land | Zeit (s) |
| ----- | --------------- | ---- | -------- |
| 1     | Dezerea Bryant  | USA  | 11,24    |
| 2     | Tamari Davis    | USA  | 11,40    |
| 3     | Shannon Ray     | USA  | 11,41    |
| 4     | Kennedi Sanders | USA  | 11,62    |
| 5     | Iantha Wright   | TTO  | 11,68 PB |
| 6     | Adaejah Hodge   | IVB  | 12,11    |

Wind: −1,3 m/s

#### 400 m
| Platz | Athlet            | Land | Zeit (s) |
| ----- | ----------------- | ---- | -------- |
| 1     | Jessica Beard     | USA  | 51,44    |
| 2     | Naasha Robinson   | USA  | 51,94 PB |
| 3     | Francena McCorory | USA  | 52,01 SB |
| 4     | Chloe Abbott      | USA  | 52,21    |
| 5     | Madeline Price    | CAN  | 52,86 SB |
| 6     | Joanna Atkins     | USA  | 53,36    |
| 7     | Abike Egbeniyi    | NGR  | 55,94    |

#### 800 m
| Platz | Athlet              | Land | Zeit (min) |
| ----- | ------------------- | ---- | ---------- |
| 1     | Shannon Osika       | USA  | 2:00,60 PB |
| 2     | Chanelle Price      | USA  | 2:00,87    |
| 3     | Sabrina Southerland | USA  | 2:01,59    |
| 4     | Julia Rizk          | USA  | 2:01,84    |
| 5     | Esther Seeland      | USA  | 2:03,09    |
| 6     | Brenna Detra        | USA  | 2:03,49 PB |
| 7     | Kaela Edwards       | USA  | 2:03,93    |
| 8     | Emily Richards      | USA  | 2:05,13    |
| 9     | Olga Kosichenko     | USA  | 2:07,88    |

#### 1500 m
| Platz | Athlet           | Land | Zeit (min) |
| ----- | ---------------- | ---- | ---------- |
| 1     | Dani Aragon      | USA  | 4:05,46 PB |
| 2     | Jenny Simpson    | USA  | 4:06,18 SB |
| 3     | Natalia Hawthorn | CAN  | 4:06,63    |
| 4     | Heidi See        | AUS  | 4:08,54 SB |
| 5     | Kate van Buskirk | CAN  | 4:08,76    |
| 6     | Samantha George  | USA  | 4:10,75 PB |
| 7     | Amanda Eccleston | USA  | 4:11,05    |
| 8     | Maddie Berkson   | USA  | 4:12,80    |
| 9     | Amanda Rego      | USA  | 4:13,76    |
| 10    | Lauren Ryan      | AUS  | 4:14,21    |
| 11    | Abbe Goldstein   | USA  | 4:15,64    |
| 12    | Heather Kampf    | USA  | 4:18,79    |

#### 400 m Hürden
| Platz | Athlet            | Land | Zeit (s) |
| ----- | ----------------- | ---- | -------- |
| 1     | Sydney McLaughlin | USA  | 52,83 WL |
| 2     | Leah Nugent       | JAM  | 55,34 SB |
| 3     | Sage Watson       | CAN  | 56,04    |
| 4     | Sparkle McKnight  | TTO  | 56,06 SB |
| 5     | Gabby Scott       | PUR  | 58,15    |
| 6     | Lea Tshikaya      | FRA  | 60,37    |